# Угљени хидрат
Угљени хидрaти или шећери су најраспрострањенија једињења у живом свету. Угљени хидрати су биолошки молекули који се састоје од атома угљеника (C), водоника (H) и кисеоника (O), обично са односом атома водоника и кисеоника од 2:1 (као у води); другим речима, са емпиријском формулом Cm(H2O)n (где се m може разликовати од n). Постоје извесни изузеци; на пример, дезоксирибоза, шећернa компонента ДНК, има емпиријску формулу . Угљени хидрати су технички хидрати угљеника; мада са структурне тачке гледишта је прецизније да се на њих гледа као на полихидроксидне алдехиде и кетоне.
Термин је најзаступљенији у биохемији, где је синониман са сахаридима (од grc  σάκχαρον (sákkharon), са значењем „sugar”), групом која обухвата шећере, скроб, и целулозу. Сахариди се деле у четири хемијске групе: моносахариде, дисахариде, олигосахариде, и полисахариде. Генерално се, моносахариди и дисахариди, који су мањи угљени хидрати (имају нижу молекулску масу), називају шећерима. Реч сахарид потиче од грчке речи σάκχαρον (sákkharon), са значењем „шећер”. Док је научна номенклатура угљених хидрата комплексна, имена моносахарида и дисахарида се веома често завршавају са суфиксом -оза. На пример, грожђани шећер је моносахарид глукоза, тршћани шећер је дисахарид сахароза, а млечни шећер је дисахарид лактоза (погледајте илустрацију).
Угљени хидрати врше бројне функције у живим организмима. Полисахариди служе као складишта енергије (нпр. скроб и гликоген) и као структурне компоненте (нпр. целулоза у биљкама и хитин код артропода). Петоугљенични моносахарид рибоза је важна компонента коензима (нпр. АТП, ФАД и НАД) и компонента је основе генетичког молекула познатог као РНК. Сродни молекул дезоксирибоза је компонента ДНК. Сахариди и њихови деривати обухватају многе друге важне биомолекуле који имају улогу у имунском систему, фертилизацији, спречавању патогенезе, згрушавању крви, и развићу.
Угљени хидрати су централни за исхрану и налазе се у широком спектру природне и прерађене хране. У науци о храни и многим неформалним контекстима, термин угљени хидрат често означава било коју храну која је посебно богата у комплексном угљеном хидрату скробу (као што су житарице, хлеб и тесто), или се термин користи за једноставне угљене хидрате, као што је шећер (присутан у бомбонама, џемовима, и слаткишима). Скроб је полисахарид и има у изобиљу у житарицама (пшеница, кукуруз, пиринач), кромпиру и прерађеној храни на бази брашна од житарица, као што су хлеб, пица или тестенина. Шећери се појављују у људској исхрани углавном као конзумни шећер (сахароза, екстрахована из шећерне трске или шећерне репе), лактоза (изобилна у млеку), глукоза и фруктоза, које се природно налазе у меду, многом воћу и неком поврћу. Стони шећер, млеко или мед се често додају пићима и многим припремљеним намирницама као што су џем, кекси и колачи.
Често се на списковима нутриционог садржаја, као што је УСДА Национална база података нутријената, термин „угљени хидрат” користи за све осим воде, протеина, масти, пепела и етанола. Тиме се обухватају хемијска једињења као што су сирћетна или млечна киселина, која се нормално не сматрају угљеним хидратима. Тиме се исто тако обухватају „дијетарна влакна"”која су угљени хидрати, али имају незнатан допринос у погледу прехрамбене енергије (калорија), мада се често уврштавају у прорачуне тоталне енергије хране, као да су шећери.
Целулоза, полисахарид који се налази у ћелијским зидовима свих биљака, једна је од главних компоненти нерастворљивих дијететских влакана. Иако људи нису сварљиви, целулоза и нерастворљива дијетална влакна генерално помажу у одржавању здравог система за варење олакшавањем пражњења црева. Остали полисахариди садржани у дијеталним влакнима укључују отпорни скроб и инулин, који хране неке бактерије у микробиоти дебелог црева, а ове бактерије их метаболишу да би формирале кратколанчане масне киселине.

## Терминологија
У научној литератури, термин „угљени хидрат” има много синонима, као што су „шећер” (у ширем смислу), „сахарид”, „оза”, „глуцид”, „хидрат угљеника” или „полихидрокси једињења са алдехидом или кетоном”. Неки од ових израза, посебно „угљени хидрат” и „шећер”, такође се користе са другим значењима.
У науци о храни и у многим неформалним контекстима, израз „угљени хидрат” често означава било коју храну која је посебно богата сложеним угљеним хидратом скробом (као што су житарице, хлеб и тестенина) или једноставним угљеним хидратима, као што је шећер (који се налази у слаткишима, џемовима, и десерти). Ова неформалност је понекад збуњујућа, јер поистовећује хемијску структуру и сварљивост код људи.
Често се у листама нутриционих информација, као што је USDA Национална база података о нутријентима, термин „угљени хидрати” користи за све осим воде, протеина, масти, пепела и етанола. Ово укључује хемијска једињења као што су сирћетна или млечна киселина, која се обично не сматрају угљеним хидратима. Такође укључује дијетарна влакна која су угљени хидрат, али која не доприносе енергији хране код људи, иако се често укључују у израчунавање укупне енергије хране баш као да доприносе (тј. као шећер). У строгом смислу, „шећер” се примењује за слатке, растворљиве угљене хидрате, од којих се многи користе у људској храни.

## Историја
Историја открића везаних за угљене хидрате датира од пре око 10.000 година из Папуа Нове Гвинеје где се узгајала шећерна трска током неолитске пољопривредне револуције.. Термин „угљени хидрат” први је предложио немачки хемичар Карл Шмит 1844. Године 1856, француски физиолог Клод Бернар открио је гликоген, облик складиштења угљених хидрата у јетри животиња.

## Структура
Раније се име „угљени хидрат“ користило у хемији за свако једињење са формулом . По тој дефиницији су неки хемичари сматрали формалдехид најједноставнијим угљеним хидратом, док су други давали то звање гликолалдехиду. Данас се овај термин генерално схвата у биохемијском смислу, чиме се искључују једињења са само једним или два угљеника и укључује мноштво биолошких угљених хидрата који одступају од те формуле. На пример, мада изгледа да горња формула обухвата широко заступљене угљене хидрате, постоји низ свеприсутних и изобилних угљених хидрата који одступају од ње. На пример, угљени хидрати често често садрже хемијске групе попут: N-ацетил (нпр. хитин), сулфат (итд. гликозаминогликани), карбоксилне киселине (итд. сијалинска киселина) и дезокси модификације (итд. фукоза и сијалинска киселина).
Природни сахариди су генерално изграђени од једноставних угљених хидрата званих моносахариди са општом формулом , где је n три или више. Типични моносахарид има структуру , другим речима, алдехид или кетон са мноштвом хидроксилних група, обично једном на сваком атому угљеника који није део алдехидне или кетонске функционалне групе. Примери моносахарида су глукоза, фруктоза, и глицералдехиди. Међутим, неке биолошке супстанце које се обично називају моносахаридима не подлежу овој формули (нпр. уронске киселине и дезокси-шећери као што је фукоза), а постоје и многе хемикалије које су обухваћене овом формулом али се не сматрају моносахаридима (нпр. формалдехид  и инозитол.
Форма моносахарида отвореног ланца обично коегзистира са формом затвореног ланца, у којој угљеник алдехидне/кетонске карбонилне групе (C=O) и хидроксилна група (–OH) реагују формирајући хемиацетал са новим C–O–C мостом.
Моносахариди могу да буду повезани у полисахариде (или олигосахариде) на велики број различитих начина. Многи угљени хидрати садрже један или више модификованих моносахаридних јединица које имају једну или више замењених или уклоњених група. На пример, дезоксирибоза, компонента ДНК, је модификована верзија рибозе; хитин се састоји од понављајућих јединица N-ацетилглукозамина, форме глукозе која садржи азот.

## Подела
Угљени хидрати су полихидрокси алдехиди, кетони, алкохоли, киселине, њихови једноставни деривати и њихови полимери са везама ацеталног типа. Они се могу класификовати по степену полимеризације и могу се иницијално поделити у три главне групе, наиме шећере, олигосахариде и полисахариде.
| Класа (СП*)         | Подгрупа               | Компоненте                                    |
| ------------------- | ---------------------- | --------------------------------------------- |
| Шећери (1–2)        | Моносахариди           | Глукоза, галактоза, фруктоза, ксилоза         |
| Шећери (1–2)        | Дисахариди             | Сахароза, лактоза, малтоза, трехалоза         |
| Шећери (1–2)        | Полиоли                | Сорбитол, манитол                             |
| Олигосахариди (3–9) | Малто-олигосахариди    | Малтодекстрини                                |
| Олигосахариди (3–9) | Други олигосахариди    | Рафиноза, стахиоза, фрукто-олигосахариди      |
| Полисахариди (>9)   | Скроб                  | Амилоза, амилопектин, модификовани скроб      |
| Полисахариди (>9)   | Нескробни полисахариди | Целулоза, хемицелулоза, пектини, хидроколоиди |

СП * = Степен полимеризације

## Моносахариди
Моносахариди су најједноставнији угљени хидрати у смислу да се они не могу хидролизовати у мање угљене хидрате. Они су алдехиди или кетони са две или више хидроксилних група. Општа хемијска формула немодификованог моносахарида је , буквално „угљени хидрат“. Моносахариди су важни горивни молекули, као и градивни блокови нуклеинских киселина. Најмањи моносахариди, са n=3, су дихидроксиацетон и D- и L-глицералдехиди.

### Класификација моносахарида
α и β аномери глукозе. Значајна је позиција хидроксилне групе (црвено или зелено) на аномерном угљенику релативно на  групу вазану за угљеник 5. Аномери могу да имају идентичне апсолутне конфигурације ( или S,S) (α), или супротне апсолутне конфигурације ( или S,R) (β).
Моносахариди се класификују на основу три карактеристике: позиције карбонилне групе, броја атома угљеника, и хиралности. Ако је карбонилна група алдехид, моносахарид је алдоза; ако је карбонилна група кетон, моносахарид је кетоза. Моносахариди са три атома угљеника су триозе, они са четири су тетрозе, са пет пентозе, са шест хексозе, и тако даље. Ова два класификациона система се обично комбинују. На пример, глукоза је алдохексоза (шестоугљенични алдехид), рибоза је алдопентоза (петоугљенични алдехид), и фруктоза је кетохексоза (шестоугљенични кетон).
Сваки атом угљеника са хидроксилном групом (-OH), изузев првог и задњег угљеника, је асиметричан, и стога је стереоцентар са две могуће конфигурације (R или S). Због те асиметрије, знатан борј изомера постоји за сваку дату моносахаридну формулу. Користећи Ле Бел–вант Хофово правило, алдохексоза D-глукоза, на пример, има формулу , у којој су четири од шест атом угљеника стереогени, те је D-глукоја један од 24=16 могућих стереоизомера. У случају глицералдехида, алдотриозе, постоји само један пар могућих стереоизомера, који су енантиомери и епимери. 1, 3-дихидроксиацетон, кетоза која кореспондира алдози глицералдехиду, је симетричан молекул без стереоцентара. Ознаке D или L се дају на основу оријентације асиметричног угљеника који је најдаље од карбонилне групе: у стандардној Фишеровој пројекцији, ако је хидроксилна група на десној стани молекула, то је D шећер, у супротном случају је L шећер. „D-“ и „L-“ префиксе не треба мешати са „d-“ или „l-“, који означавају смер у коме шећер ротира раван поларизоване светлости. Индикатори „d-“ и „l-“ се више не користи у хемији угљених хидрата.

### Изомеризам прстен - отворени ланац
Алдехидна или кетонска група моносахарида отвореног ланца реверзибилно реагује са хидроксилном групом на другом атому угљеника и формира се хемиацетал или хемикетал, чиме настаје хетероциклични прстен са кисеоничним мостом између два атома угљеника. Прстени са пет и шест атома се називају фуранозе и пиранозе, и постоје у равнотежи са формом отвореног ланца.
Током конверзије из форме отвореног ланца у цикличну форму, атом угљеника који садржи карбонилни кисеоник, који се назива аномерни угљеник, постаје стереогени центер са две могуће конфигурације. Атом кисеоника може да заузме позицију која је било изнад или испод равни прстена. Резултирајућа два стереоизомера се називају аномерима. У α аномеру, -OH субституент на аномерном угљенику почива на супротној страни прстена од  бочног ланца. Алтернативна форма, у којој су  супституент и аномерни хидроксил на истој страни (cis) равни прстена, се назива β аномер.

### Употреба у живим организмима
Моносахариди су главни извор горива за метаболизам, који се користи као извор енергије (глукоза је најважнији извор енергије у природи) и у биосинтези. Кад моносахариди нису непосредно неопходни многе ћелије их обично конвертују у облике који су просторно ефикаснији, као што су полисахариди. Код многих животиња, укључујући људе, складишна форма је гликоген, посебно у јетри и мишићним ћелијама. У биљкама, се користи скроб у исте сврхе. Најизобилнији угљени хидрат, целулоза, структурна је компонента ћелијског зида биљки и многих форми алги. Рибоза је компонента РНК. Дезоксирибоза је компонента ДНК. Ликсоза је компонента лискофлавина присутног у људском срцу. Рибулоза и ксилулоза се јављају у пентозно фосфатном путу. Галактоза, компонента млечног шећера лактозе, је присутна у галактолипидима у биљним ћелијским мембранама и у гликопротеинима у многим ткивима. Маноза се јавља у људском метаболизму, посебно у гликозилацији појединих протеина. Фруктоза, или воћни шећер, је присутна у многим биљкама и човеку, она се метаболизује у јетри, директно апсорбује у цревима током варења, и присутна је у сперми. Трехалоза, главни шећер инсеката, се брзо хидролизује у два молекула глукозе у подршци континуираног лета.

## Дисахариди
Два спојена моносахарида називају се дисахарид, најједноставнији тип полисахарида. Примери укључују сахарозу и лактозу. Састоје се од две моносахаридне јединице повезане заједно ковалентном везом познатом као гликозидна веза настала реакцијом дехидратације, што резултира губитком атома водоника из једног моносахарида и хидроксилне групе из другог. Формула немодификованих дисахарида је  C12H22O11. Иако постоје бројне врсте дисахарида, неколицина дисахарида је посебно заступљена.
Сахароза, на слици десно, је најзаступљенији дисахарид и главни облик у којем се угљени хидрати транспортују у биљкама. Састоји се од једног молекула D-глукозе и једног молекула D-фруктозе. Систематски назив за сахарозу, O-α-D-глукопиранозил-(1→2)-D-фруктофуранозид, указује на четири чињенице:
- Њене моносахариди: глукоза и фруктоза
- Њене типови прстена: глукоза је пираноза, а фруктоза је фураноза
- Како су они међусобно повезани: кисеоник на угљенику број 1 (C1) α-D-глукозе је везан за C2 C2-фруктозе.
- Суфикс -озид указује на то да аномерни угљеник оба моносахарида учествује у гликозидној вези.

Лактоза, дисахарид састављен од једног молекула D-галактозе и једног молекула D-глукозе, природно се налази у млеку сисара. Систематски назив за лактозу је O-β-D-галактопиранозил-(1→4)-D-глукопираноза. Други значајни дисахариди укључују малтозу (две D-глукозе повезане α-1,4) и целобиозу (две D-глукозе повезане β-1,4). Дисахариди се могу класификовати у две врсте: редукујуће и нередукујуће дисахариде. Ако је функционална група присутна у вези са другом шећерном јединицом, назива се редукујући дисахарид или биоза.

## Олигосахариди
'Олигосахариди' (грч. oligos = мало по броју, сиромашно) су изграђени од 2-10 моносахарида. Најзначајнији су дисахариди (од 2 моносахарида) којима припадају: малтоза, лактоза и сахароза. Дисахариди, као нпр. сахароза служе као транспортни шећери код биљака. Полисахариди' су макромолекули настали повезивањем великог броја моносахарида у дугачке ланце (могу да садрже на стотине и хиљаде моносахарида).
Према биолошкој функцији се деле на:
- резервне и
- структурне полисахариде.

Резервни полисахариди представљају молекуле у којима се чува (складишти) хемијска енергија. Најраспрострањенији резервни полисахариди су:
- скроб, код биљака и
- гликоген, код животиња.

Скроб и гликоген се састоје од већег броја молекула глукозе. 
Структурни полисахариди учествују у изградњи ћелијских делова. Међу њима су најраспрострањенији: 
- целулоза, која је главни састојак ћелијског зида биљака,
- хитин, који изграђује скелет зглавкара и
- агар, кога садрже алге.

## Енергетска улога угљених хидрата и инсулин
Гликоген се код кичмењака (тиме и код човека) складишти у јетри и мишићима. Када се у крвотоку појави вишак глукозе, јетра од глукозе синтетише гликоген (то је под контролом инсулина). Када ниво глукозе у крви падне, у јетри долази до разградње гликогена у глукозу, која затим прелази у крвоток. Из крвотока глукоза прелази у ћелије, што је под контролом хормона инсулина (лучи га панкреас). У ћелијама се разлагањем глукозе ослобађа енергија неопходна за њихов нормалан рад. Када оболи панкреас па се инсулин недовољно излучује, долази до нагомилавања шећера у крви, док истовремено ћелије гладују, тј. немају довољно глукозе. Обољење настало услед тога је дијабетес (шећерна болест) – смртоносна болест, ако се не лечи. Дијабетичари инсулин не узимају орално (преко уста), пошто би, као протеин, био разложен у цревима.

## Угљени хидрати у исхрани
Угљени хидрати представљају примарни извор енергије за све функције које обавља животињско тело. Основна улога угљених хидрата састоји се у томе да пружи енергију мишићном ткиву, а посебно мозгу и нервном систему. Поред ове најважније улоге, угљени хидрати врше важну функцију чишћења црева јер су богати биљним влакнима. Једина храна животињског порекла која садржи извесну количину угљених хидрата јесу млечни производи. 1г угљених хидрата садржи 3,75 калорија.
Угљени хидрати који се конзумирају у храни дају 3,87 килокалорија енергије по граму за једноставне шећере, и 3,57 до 4,12 килокалорија по граму за сложене угљене хидрате у већини других намирница. Релативно висок ниво угљених хидрата је повезан са прерађеном храном или рафинираном храном направљеном од биљака, укључујући колаче и слаткише, стони шећер, мед, безалкохолна пића, хлеб и крекере, џемове и воћне производе, тестенине и житарице за доручак. Мање количине сварљивих угљених хидрата се обично повезују са нерафинираном храном, јер ова храна садржи више влакана, укључујући пасуљ, кртоле, пиринач и нерафинисано воће. Храна животињског порекла генерално има најнижи ниво угљених хидрата, иако млеко садржи висок удео лактозе.
Организми обично не могу да метаболишу све врсте угљених хидрата да би произвели енергију. Глукоза је скоро универзалан и приступачан извор енергије. Многи организми такође имају способност да метаболишу друге моносахариде и дисахариде, али се глукоза често метаболише прва. У Escherichia coli, на пример, lac оперон изражава ензиме за варење лактозе када је присутна, али ако су присутни лактоза и глукоза, lac оперон је потиснут, што доводи до тога да се глукоза прво користи (видети: Diauxie). Полисахариди су такође уобичајени извори енергије. Многи организми могу лако разградити скроб у глукозу; већина организама, међутим, не може да метаболише целулозу или друге полисахариде као што су хитин и арабиноксилани. Ове врсте угљених хидрата могу да метаболишу неке бактерије и протисти. Преживари и термити, на пример, користе микроорганизме за прераду целулозе. Иако ови сложени угљени хидрати нису веома сварљиви, они представљају важан елемент исхране за људе, који се назива дијетална влакна. Влакна побољшавају варење, између осталих предности.
Институт за медицину препоручује да одрасле особе добијају између 45 и 65% енергије у исхрани из угљених хидрата од целог зрна. Организација за храну и пољопривреду и Светска здравствена организација заједнички препоручују да националне смернице за исхрану поставе циљ од 55–75% укупне енергије из угљених хидрата, али само 10% директно из шећера (њихов назив за једноставне угљене хидрате). Кокранов систематски преглед из 2017. закључио је да нема довољно доказа који подржавају тврдњу да исхрана целим зрном може утицати на кардиоваскуларне болести.

### Подела угљених хидрата
Нутриционисти често називају угљене хидрате једноставним или сложеним. Међутим, тачна разлика између ових група може бити двосмислена. Термин сложени угљени хидрат је први пут употребљен у публикацији Одбора за исхрану и људске потребе Сената САД (1977) при чему је намера била да се направи разлика између шећера од других угљених хидрата (за које се сматрало да су нутритивно супериорнији). Међутим, извештај је ставио „воће, поврће и житарице” у колону сложених угљених хидрата, упркос чињеници да они могу садржати шећере као и полисахариде. Ова конфузија и даље постоји, јер данас неки нутриционисти користе термин сложени угљени хидрат за означавање било које врсте сварљивих сахарида присутних у целој храни, где се такође налазе влакна, витамини и минерали (за разлику од прерађених угљених хидрата, који обезбеђују енергију, али мало других хранљивих материја). Стандардна употреба је, међутим, да се угљени хидрати хемијски класификују: једноставни ако су шећери (моносахариди и дисахариди) и сложени ако су полисахариди (или олигосахариди).
Поједини једноставни угљени хидрати (нпр. фруктоза) брзо подижу ниво глукозе у крви, док неки сложени угљени хидрати (скроб) подижу ниво шећера у крви полако. Брзина варења је одређена разним факторима, укључујући и друге хранљиве материје које се уносе са угљеним хидратима, начин на који је храна припремљена, индивидуалне разлике у метаболизму и хемију угљених хидрата. Угљени хидрати се понекад деле на „доступне угљене хидрате“, који се апсорбују у танком цреву и „недоступне угљене хидрате“, који прелазе у дебело црево, где су подложни ферментацији гастроинтестиналне микробиоте.
USDA Смернице о исхрани за Американце из 2010. позивају на умерену до високо богату угљеним хидратима конзумацију из уравнотежене исхране која укључује порцију житарица од шест унци сваког дана, најмање половина чега из извора целог зрна, а остатак је обогаћен.
Гликемијски индекс (ГИ) и концепти гликемијског оптерећења су развијени да окарактеришу понашање хране током варења код људи. Они рангирају храну богату угљеним хидратима на основу брзине и величине њеног утицаја на ниво глукозе у крви. Гликемијски индекс је мера колико се брзо апсорбује глукоза из хране, док је гликемијско оптерећење мера укупне апсорбујуће глукозе у храни. Индекс инсулина је сличан, новији метод класификације који рангира храну на основу њеног утицаја на нивое инсулина у крви, које изазивају глукоза (или скроб) и неке аминокиселине у храни.

#### Прости угљени хидрати- једноставни шећери
Постоје у природном облику (воће) и у облику рафинисаних шећера (вештачки додати) - додатих шећера приликом прераде хране (слаткиши, кекс, колачи, безалкохолна пића, џемови итд.). Разликују се по томе што угљени хидрати у облику рафинисаног шећера имају врло мало квалитетних својстава. Прости угљени хидрати садрже мале молекулске ланце, који се врло брзо разлажу приликом уношења у наше тело, и врло брзо се апсорбују како би се искористили за енергију. Они брзо повећавају нивое глукозе у крви, енергија нагло расте, али много значајније – нагло и опада. То значи, да уколико унесемо прости угљени хидрат када организам нема потребу за енергијом они се врло брзо сагоре и складиште се у мастима јер се вишак шећера у организму претвара у маст. Треба их узимати само после физичке активности када је инсулинска осетљивост природно висока и када ће вам послужити као добар и брз прилив енергије. Претеране количине могу да утичу на појаву гојазности, затим каријеса зуба, високог крвног притиска, доводе до уништавања калцијума, инвалидности и деформитета и осталих болести. Најздравије је просте угљене хидрате узимати из воћа.

#### Сложени угљени хидрати - скроб
У исхрани их можемо пронаћи у природном облику (банане, јечам, пасуљ, браон пиринач, грашак, сочиво, овас, кромпир, житарице од целог зрна, интегралне тестенине итд.) али и у облику рафинисаног скроба (вештачки додатог) - кекс, пецива, производи од белог брашна, бели пиринач, паст итд. Производи са рафинисаним скробом (бели пиринач, бело брашно) значи да су обрађени вештачким путем и уклоњени су им храњиве материје и влакна. Влакна помажу осећају ситости, спречавају преједање и помажу систему за варење. Сложени угљени хидрати се спорије разлажу од простих угљених хидрата и омогућавају вам ситост током дужег периода времена (мање су шансе да добијете масне наслаге јер имају мањи утицај на повећање глукозе у крви. Њихов гликемијски индекс (ГИ)* је низак. Највећи проценат уноса УХ треба управо да буде из сложених угљених хидрата јер они обезбеђују енергију за свакодневне активности. Уношењем квалитетних сложених УХ не долази до наглих промена енергије чиме се избегава глад и жеља за слаткишима. Као и код простих треба се оријентисати на унос ујутру до после подне. Увече је мања грешка узети њих него просте али и даље код неактивних особа УХ ће прећи у масти уколико се увече узимају у великим количинама.

### Здравствени ефекти ограничења угљених хидрата у исхрани
Дијете са ниским садржајем угљених хидрата могу пропустити здравствене предности – као што је повећан унос – као што је повећан унос дијететских влакана – које пружају висококвалитетни угљени хидрати који се налазе у махунаркама, интегралним житарицама, воћу и поврћу. „Метаанализа, умереног квалитета“, укључена је као нежељени ефекти дијеталне халитозе, главобоље и затвора.
Дијета са ограниченим уносом угљених хидрата може бити једнако ефикасна као и дијете са ниским садржајем масти у постизању губитка тежине у кратком року када је укупни унос калорија смањен. Научно саопштење Ендокринолошког друштва наводи да „када се унос калорија одржава константним [...] изгледа да на акумулацију телесне масти не утичу чак ни веома изражене промене у количини масти у односу на угљене хидрате у исхрани.“ Дугорочни, ефикасан губитак тежине или њено одржавање зависи од рестрикције калорија, а не од односа макронутријената у исхрани. Образложење дијетарних заговорника да угљени хидрати изазивају прекомерно накупљање масти повећавајући ниво инсулина у крви, и да дијете са ниским садржајем угљених хидрата имају „метаболичку предност“, није подржано клиничким доказима. Даље, није јасно како дијета са ниским садржајем угљених хидрата утиче на кардиоваскуларно здравље, иако су два прегледа показала да ограничење угљених хидрата може побољшати липидне маркере ризика од кардиоваскуларних болести.
Дијета са ограниченим уносом угљених хидрата није ништа ефикаснија од конвенционалне здраве исхране у спречавању појаве дијабетеса типа 2, али за особе са дијабетесом типа 2, оне су одржива опција за губитак тежине или помоћ у контроли гликемије. Постоје ограничени докази који подржавају рутинску употребу дијете са мало угљених хидрата у третирању дијабетеса типа 1. Америчко удружење за дијабетес препоручује да људи са дијабетесом треба да усвоје генерално здраву исхрану, а не дијету фокусирану на угљене хидрате или друге макронутријенте.
Екстремни облик дијете са ниским садржајем угљених хидрата – кетогена дијета – установљена је као медицинска дијета за лечење епилепсије. Кроз подршку славних особа током раног 21. века, постала је помодна дијета као средство за мршављење, али са ризицима од нежељених нуспојава, као што су низак ниво енергије и повећана глад, несаница, мучнина и гастроинтестиналне нелагодности. Британско удружење дијететичара прогласило ју је једном од „топ 5 најгорих дијета славних у 2018. години које треба избегавати“.

## Извор
Већина дијететских угљених хидрата садржи глукозу, било као једини градивни материјал (као у полисахаридима скроба и гликогена), или заједно са другим моносахаридом (као у хетеро-полисахаридима сахарози и лактози). Невезана глукоза је један од главних састојака меда. Глукоза је изузетно изобилна и изолована је из различитих природних извора широм света, укључујући мушке шишарке четинарског дрвета Wollemia nobilis у Риму, корене биљака Ilex asprella у Кини, и сламке од пиринча у Калифорнија.
| Храна ставка           | Угљени хидрати, укупно,A укључујући дијететска влакна | Укупно шећери | Слободна фруктоза | Слободна глукоза | Сахароза | Однос фруктоза/ глукоза | Сахароза као пропорција укупних шећера (%) |
| Воће                   | Воће                                                  | Воће          | Воће              | Воће             | Воће     | Воће                    | Воће                                       |
| ---------------------- | ----------------------------------------------------- | ------------- | ----------------- | ---------------- | -------- | ----------------------- | ------------------------------------------ |
| Јабука                 | 13,8                                                  | 10,4          | 5,9               | 2,4              | 2,1      | 2,0                     | 19,9                                       |
| Кајсија                | 11,1                                                  | 9,2           | 0,9               | 2,4              | 5,9      | 0,7                     | 63,5                                       |
| Банана                 | 22,8                                                  | 12,2          | 4,9               | 5,0              | 2,4      | 1,0                     | 20,0                                       |
| Фикус, осушен          | 63,9                                                  | 47,9          | 22,9              | 24,8             | 0,9      | 0,93                    | 0,15                                       |
| Грожђе                 | 18,1                                                  | 15,5          | 8,1               | 7,2              | 0,2      | 1,1                     | 1                                          |
| Наранџа                | 12,5                                                  | 8,5           | 2,25              | 2,0              | 4,3      | 1,1                     | 50,4                                       |
| Бресква                | 9,5                                                   | 8,4           | 1,5               | 2,0              | 4,8      | 0,9                     | 56,7                                       |
| Крушка                 | 15,5                                                  | 9,8           | 6,2               | 2,8              | 0,8      | 2,1                     | 8,0                                        |
| Ананас                 | 13,1                                                  | 9,9           | 2,1               | 1,7              | 6,0      | 1,1                     | 60,8                                       |
| Шљива                  | 11,4                                                  | 9,9           | 3,1               | 5,1              | 1,6      | 0,66                    | 16,2                                       |
| Поврће                 |                                                       |               |                   |                  |          |                         |                                            |
| Цвекла, red            | 9,6                                                   | 6,8           | 0,1               | 0,1              | 6,5      | 1,0                     | 96,2                                       |
| Шангарепа              | 9,6                                                   | 4,7           | 0,6               | 0,6              | 3,6      | 1,0                     | 77                                         |
| Црвена паприка, слатка | 6,0                                                   | 4,2           | 2,3               | 1,9              | 0,0      | 1,2                     | 0,0                                        |
| Црни лук, слатки       | 7,6                                                   | 5,0           | 2,0               | 2,3              | 0,7      | 0,9                     | 14,3                                       |
| Батат                  | 20,1                                                  | 4,2           | 0,7               | 1,0              | 2,5      | 0,9                     | 60,3                                       |
| Јам                    | 27,9                                                  | 0,5           | Трагови           | Трагови          | Трагови  | Н/Д                     | Трагови                                    |
| Шећерна трска          |                                                       | 13–18         | 0,2–1,0           | 0,2–1,0          | 11–16    | 1,0                     | висок                                      |
| Шећерна репа           |                                                       | 17–18         | 0,1–0,5           | 0,1–0,5          | 16–17    | 1,0                     | висок                                      |
| Зрна                   |                                                       |               |                   |                  |          |                         |                                            |
| Кукуруз, сладак        | 19,0                                                  | 6,2           | 1,9               | 3,4              | 0,9      | 0,61                    | 15,0                                       |

^A  Вредност угљених хидрата се израчунава у бази USDA података и не одговара увек збиру шећера, скроба и „дијеталних влакана“.

## Намирнице богате угљеним хидратима

#### Хлеб
Најважнији извор угљених хидрата је хлеб од пшеничног брашна. Хлеб може бити одлична и здрава храна али само у умереним количинама. Добар хлеб мора бити добро умешен и печен. Недовољно печен хлеб изазива код деце превирања и поремећај варења. Хлеб од брашна добијеног млевењем целог пшеничног зрна садржи поред скроба, беланчевине, масти и минералне соли и витамине, од којих је нарочито важан витамин Б (Бе). Витамин Б (Бе) налази се углавном у омотачу зрна, зато је полубели хлеб хранљивији од белог. Сем хлеба, од пшеничног брашна справљамо и разна теста. Кувана теста се лако варе само ако су добро скувана, али треба их избегавати у великим количинама и често.

#### Пиринач
Од осталих житарица у исхрани школске деце радо се употребљава пиринач (у јелу, колачима, сутлијашу). Пиринач, слично пшеничном зрну, богат је угљеним хидратима, и у свом омотачу такође има много витамина Б (Бе).

#### Грашак и пасуљ
Од зрнастог поврћа грашак и пасуљ имају велику хранљиву вредност. Пошто имају чврсту целулозну опну, морају се добро скувати или дати у виду пиреа. Додатком масти употпуњује се њихова хранљивост, јер имају угљених хидрата и мало беланчевина, али немају масти.

#### Кромпир
Кромпир има мању хранљиву вредност, јер садржи доста воде, али је врло укусан и деца га радо једу у сваком облику: куван, пржен, као салату. Кромпир има око 20% угљених хидрата, а остало је вода, али поред тога има минералних соли и витамина Ц(Це), који се налази нарочито у слоју уз саму љуску. Сличан састав има и питом кестен. Остало поврће, као што су шаргарепа, цвекла, репа, важни су за дечју исхрану јер садрже обиље минералних соли и витамина. 

#### Зелено поврће
Зелено поврће је важно због витамина, нарочито ако се једе свеже, као зелена салата, паприка, парадајз. Деца добро подносе боранију, млад грашак, међутим, купус и карфиол теже варе. Спанаћ, због велике количине гвожђа, треба давати кад год га има, јер је гвожђе потребно за правилан састав крви, али се не препоручује свакодневно пошто садржи много оксалата. Парадајз је веома важан у исхрани због витамина Ц (Це). Зелене слатке паприке, млад лук, као и салата такође су извори витамина Ц(Це). Пре справљања, салату треба добро опрати, а тако исто и све поврће које се једе пресно. Краставци, бундеве и тиквице теже се варе због велике количине целулозе, која је несварљива. Треба их давати само повремено.

#### Поврће
Поврће треба да је свеже, да није нагњечено. При дуготрајном кувању и подгрејавању губе се витамини, а сувишним цеђењем губе се минералне соли. Поврће својом чврстом масом, целулозом, испуњује празнине у цревима, подстиче цревне мишиће на рад и тако служи за одржавање уредне столице.

#### Зрело воће
Зрело воће је веома пријатна и здрава храна која садржи доста шећера и витамина. Незрело и прљаво воће може да изазове проливе. Деци треба давати првенствено свеже воће, а затим кувано као компот и пекмез или печено.

### Намирнице са угљеним хидратима – које су нарочито здраве:
- кукуруз
- банане
- интегралне житарице
- бели кромпир
- грашак
- пасуљ
- парадајз
- боровнице
- купине
- орашасти плодови

## Угљени хидрати и здравље
Угљени хидрати су уобичајен извор енергије код живих бића. Ипак, ни један угљени хидрат није есенцијална храњива материја за људе. Људи могу сву потребну енергију да добију из масти и протеина. Не постоји ни једна болест која би била проузрокована мањком угљених хидрата.
Угљени хидрати пружају енергију која је неопходна за обављање свих процеса у телу. Угљени хидрати су нарочито битни за здравље мозга, јер мождане ћелије троше много више енергије од осталих ћелија у телу.
Влакнаста храна је нарочито Генерално, храна богата угљеним хидратима (воће и поврће) је богата и свим неопходним витаминима и минералима, тако да је унос овакве хране од пресудног значаја за наше здравље. Кад год се говори о здравој исхрани, прво што се спомене јесу: воће, поврће и интегралне житарице – а управо су то намирнице које су богате угљеним хидратима!
Међутим, уколико се претера са уносом угљених хидрата, јавља се гојазност, висок притисак, дијабетес, кардиоваскуларни проблема и др.
Понављамо, треба бити умерен када је унос угљених хидрата у питању, сходно дневним потребама вашег организма, у зависности од бројних фактора (пол, узраст, тежина, психичка и физичка активност и др.)

## Угљени хидрати и њихова функција
Угљени хидрати представљају најважнији енергијски извор, нарочито током интензивних физичких активности. Имају пластичну функцију и суделују у формацији нуклеинских киселина и структуре нерава.
Након што су трансформисани у глукозу, угљени хидрати учествују у 3 метаболичка процеса, па тако:
- могу да их користе ћелије за стварање енергије
- могу да се складиште у јетри и мишићима у облику гликогена
- могу се трансформисати у масти и тако складиштени ако су залихе гликогена засићене.

Улога угљених хидрата у нашем организму је фундаментална. Централни нервни систем захтева око 180 грама глукозе дневно како би обављао своје функције ваљано. Такође, неке крвне ћелије (црвена крвна зрнца) и ћелије надбубрежне жлезде користе искључиво глукозу као примарни извор енергије. У околностима недостатка глукозе (што може бити последица дугог поста) јављају се токсичне супстанце, кетонска тела која снижавају пх вредност јетре, што оставља озбиљне последице на организам.

## Угљени хидрати и спортска активности
Угљени хидрати су неопходни за преживљавање људског бића. Проценат/количина њихове употребе директно утиче на опште здравље појединца. У неким случајевима угљени хидрати имају још важнију улогу – приликом физичких активности, тачније аеробика.
Процена количине потребних угљених хидрата је често емпиријска.
Стручњаци саветују избегавање великих порција богатих угљеним хидратима пре вежбања. Важно је обратити пажњу на време које је потребно за варење и апсорпцију намирница.
Препоручљиво је да се пре спортске активности конзумирају угљени хидрати са средње-ниским гликемијским индексом. Не треба претеривати са фруктозом која се налази у воћу.
Током физичких активности (аеробика) ваљало би уносити угљене хидрате средње-високог гликемијског индекса, како би се остварило брзо апсорбовање.
Након аеробика саветује се конзумација угљених хидрата високог гликемијског индекса (али само уколико се уносе одмах након вежбања, у првих 15 минута или највише сат времена). Уколико прође више од сат времена након вежбања, препоручују се угљени хидрати средњег гликемијског индекса.

## Метаболизам
Метаболизам угљених хидрата је низ биохемијских процеса одговорних за формирање, разградњу и међусобну конверзију угљених хидрата у живим организмима.
Најважнији угљени хидрат је глукоза, једноставан шећер (моносахарид) који се метаболише у скоро свим познатим организмима. Глукоза и други угљени хидрати су део широког спектра метаболичких путева међу врстама: биљке синтетишу угљене хидрате из угљен-диоксида и воде фотосинтезом чувајући интерно апсорбовану енергију, често у облику скроба или липида. Биљне компоненте конзумирају животиње и гљиве, и користе их као гориво за ћелијско дисање. Оксидација једног грама угљених хидрата даје приближно 16 kJ (4 kcal) енергије, док оксидација једног грама липида даје око 38 kJ (9 kcal). Људско тело складишти између 300 и 500 g угљених хидрата у зависности од телесне тежине, при чему скелетни мишићи доприносе великом делу складиштења. Енергија добијена метаболизмом (нпр. оксидацијом глукозе) обично се привремено складишти унутар ћелија у облику ATP-а. Организми способни за анаеробно и аеробно дисање метаболишу глукозу и кисеоник (аеробно) да би ослободили енергију, са угљен-диоксидом и водом као нуспроизводима.

### Катаболизам
Катаболизам је метаболичка реакција којој ћелије настоје да разграде веће молекуле, извлачећи енергију. Постоје два главна метаболичка пута катаболизма моносахарида: гликолиза и циклус лимунске киселине.
У гликолизи, олиго- и полисахариди се прво цепају на мање моносахариде помоћу ензима који се зову гликозидне хидролазе. Јединице моносахарида тада могу ући у катаболизам моносахарида. У раним корацима гликолизе потребна је инвестиција од 2 ATP да би се глукоза фосфориловала у глукоза 6-фосфат (G6P) и фруктоза 6-фосфат (F6P) у фруктоза 1,6-бифосфат (FBP), чиме се реакција неповратно потискује напред. У неким случајевима, као и код људи, нису сви типови угљених хидрата употребљиви, јер нису присутни дигестивни и метаболички ензими.